# Air Finland
Air Finland war eine finnische Fluggesellschaft mit Sitz in Vantaa und Basis auf dem Flughafen Helsinki-Vantaa.

## Geschichte
Air Finland wurde im Januar 2002 gegründet und befand sich im Besitz von fünf Privatpersonen, die in den Bereichen Luftfahrt-, Finanzen- und Spielraummarketing tätig waren.
Seit dem 3. April 2003 führte Air Finland Linien- und Charterflüge zu Urlaubszielen am Mittelmeer durch. Im ersten Jahr wurden 89.000 Passagiere gezählt, im Jahre 2004 gab es einen rasanten Anstieg mit den Passagierzahlen auf 311.000 Passagiere. In den darauf folgenden Jahren baute Air Finland seinen Kundenstamm auf Freizeitreisende aus, woraufhin mehr Charterflüge durchgeführt wurden.
Im Jahr 2010 führte Air Finland ein neues Corporate Design ein.
Am 26. Juni 2012 stellte Air Finland aus wirtschaftlichen Gründen den Betrieb ein und ging in Insolvenz.

## Flugziele
Air Finland flog von Helsinki aus zu Urlaubszielen am Mittelmeer und auf den Kanarischen Inseln sowie nach Dubai.

## Flotte
Mit Stand Juni 2012 bestand die Flotte der Air Finland aus drei Flugzeugen:
- 3 Boeing 757-200 (zwei mit Winglets nachgerüstet)